# Louchébem
Louchébem o loucherbem (pronunciación en francés: /luʃebɛm/ ) es una jerga francesa conocida como la jerga de los carniceros, de origen parisino y lionés, similar al pig latin y verlan. Se originó a principios del siglo XIX y fue de uso común hasta la década de 1950. El Louchebem permanece siendo conocido y utilizado en este mundo profesional en el siglo XXI.

## Creación léxica
El proceso de creación léxica de Louchébem es similar al verlan y al javanés. Las palabras existentes se camuflan modificándolas de acuerdo con una determinada regla: la consonante o el grupo de consonantes del principio de la palabra se traslada al final de la palabra y se reemplaza por una “l”, luego se agrega un sufijo cualquiera como por ejemplo: -em/ème, -ji, -oc, -ic, -uche, -ès. Entonces s-ac se convierte en l-ac-s-é, b-oucher en l-oucher-b-em, j-argon en l-argon-j-i, etc.
El louchébem es, ante todo, una lengua oral, y su ortografía es a menudo fonética.

## Historia
A pesar del nombre, louchébem parece haber sido creado no por carniceros, sino por reclusos en la prisión de Brest, con registros que datan de 1821.

## Ejemplos
Aquí hay algunos ejemplos de palabras de Louchébem.
| español                    | francés          | Louchébem                                               |
| -------------------------- | ---------------- | ------------------------------------------------------- |
| Jerga                      | l'argot          | largomuche                                              |
| carnicero                  | boucher          | louchébem                                               |
| cliente                    | client           | lienclès                                                |
| cafetería                  | café             | lafécaisse                                              |
| (no) entiendo              | comprendre (pas) | lomprenquès (dans le lap)                               |
| mujer (dama)               | femme (dame)     | lemmefé (lamdé)                                         |
| torpeza                    | gaffe            | lafgué                                                  |
| chico / camarero           | garçon           | larçonguesse                                            |
| Roma (etnia)               | gitan            | litjoc                                                  |
| pierna (de cordero, etc. ) | gigot            | ligogem                                                 |
| loco                       | fou              | louf; loufoque; louftingue                              |
| Cerdo                      | porc             | lorpic                                                  |
| caballa                    | maquereau        | lacromuche                                              |
| Señor; Señor; Caballero    | monsieur         | lesieurmique                                            |
| pieza                      | morceau          | lorsomique                                              |
| sobre todo                 | pardessus        | lardeuss (lardeussupem)                                 |
| ¿Perdóneme?; perdón        | pardon           | lardonpem                                               |
| hablar                     | parler           | larlépem                                                |
| gerente                    | patron           | latronpuche                                             |
| propina                    | pourboire        | lourboirpem                                             |
| bolso                      | sac              | lacsé                                                   |
| costoso                    | cher             | lerche; lerchem (often in the negative, as pas lerchem) |
| furtivamente               | en douce         | en loucedé; en loucedoc                                 |
| billetera                  | portefeuille     | larfeuille; lortefeuillepem                             |
| ladrón, ladrón             | filou            | loufiah                                                 |
| cuchillo                   | couteau          | louteaucé                                               |

Hay otra jerga del francés llamado largonji, que se diferencia de louchébem solo en el sufijo que se agrega (-i en lugar de -em).